# ホルスト・ゼーホーファー
ホルスト・ローレンツ・ゼーホーファー（ドイツ語: Horst Lorenz Seehofer, 1949年7月4日 - ）は、ドイツの政治家。キリスト教社会同盟（CSU）の前党首（任期：2008年10月25日～2019年1月19日）、名誉党首。その他1992年から1998年まで第4次コール内閣で保健相を、2005年から2008年まで第1次メルケル内閣で農業・消費者保護相を、2008年より2018年までバイエルン州首相を、2018年から2021年まで第4次メルケル内閣で内務・建設相を務めた。2012年2月・3月には連邦参議院議長として、辞任したクリスティアン・ヴルフ連邦大統領の後任が決まるまで、ドイツ連邦共和国基本法第57条によりその権限を行使した。

## 経歴
トラック運転手の息子としてバイエルン州インゴルシュタットに生まれる。1965年に中等教育修了試験に合格後、地方公務員の養成教育を受け、1970年に上級官吏試験に合格。1980年までインゴルシュタットやアイヒシュテットで州職員として勤務。その後ミュンヘンの行政・経済学院で学び、1979年に行政官教育を修了した。二度結婚し、後妻との間に三児をもうけた他、婚外子が一人ある。
在学中の1969年にドイツキリスト教民主同盟（CDU）・CSUの青年団組織であるJunge Unionに加入。1971年、CSU入党。

### 連邦議会議員
1980年にドイツ連邦議会議員に初当選し、2008年まで議席を維持。1983年から党の社会政策スポークスマンを務める。1989年、労働・社会政務次官に就任。1992年、ヘルムート・コール内閣に保健相として入閣。1993年にはHIV問題での情報公開の少なさを批判された。保健相として医療費高騰の問題に取り組み、医療費削減や医療費高騰を抑える数々の法案を成立させた。1994年、CSU副党首に選出される。
1998年の総選挙でコール内閣が退陣すると、連邦議会CDU/CSU議員団のヨーロッパ政策・農業・環境政策担当副団長に就任。2002年には職務のために治療が遅れた心筋炎で重体となり入院した。CSU系の被雇用者協会の会長を務め「敬虔なカトリックの社会主義者」とも呼ばれるゼーホーファーは、CDU/CSUで最も社会政策通として知られているが、2004年11月に自党の医療保険制度政策を厳しく批判して党内から「社会民主主義的だ」との批判を受け、議員団副団長を辞任した。2005年の総選挙で大連立によるアンゲラ・メルケル内閣が成立すると、食糧・農業・消費者保護担当相として再入閣した。早くも就任数日後に食肉偽装スキャンダルが発生し、対策を迫られた。
2007年1月にCSUのエドムント・シュトイバーCSU党首・バイエルン州首相が勇退を発表すると、ゼーホーファーは後任に名乗りを上げた。折しもゼーホーファーは『ビルト』紙などにより隠し子騒動が報じられて知名度が高く、バイエルン州有権者の世論調査では最有力候補だったが、ギュンター・ベックシュタインに州首相の座を約束して協力を取り付けたエルヴィン・フーバーに、党大会での投票で敗れた。フーバー新党首の指名により副党首に留任。

### バイエルン州首相
2008年9月のバイエルン州議会選挙でCSUは単独過半数を割り込む大敗を喫し、フーバー党首とベックシュタイン州首相が共に辞意を表明した。ゼーホーファーは連邦政府の農業・消費者保護相を辞任して、両者の職を引き継いで同年10月にCSU党首・バイエルン州首相に就任した。2010年にバイエルン州首相として初めてチェコを公式訪問した。ドイツ人追放問題を抱えるチェコとバイエルンは戦後長らく緊張関係が続いていた。2011年11月より持ち回り順により連邦参議院議長に就任（任期1年）。議長在任中の2012年2月、クリスティアン・ヴルフが連邦大統領を辞任したため、連邦参議院議長であったゼーホーファーがドイツ連邦共和国基本法第57条により、連邦大統領が空位の期間、その権限を行使した。2013年9月のバイエルン州議会選挙では、絶対多数を獲得する大勝をおさめ、自身も州議会議員に当選した。

### 内務・建設大臣
2018年3月14日発足の第4次メルケル内閣にて内務・建設大臣に就任するため、前日13日にバイエルン州首相を退任。